# Polskie Radio Parlament
Polskie Radio Parlament или Radio Parlament — радиостанция в составе Польского радио, освещавшая деятельность Сейма и Сената Польской Республики. Вещала с 19 октября 2001 по 30 июля 2012 года.

## Краткая история
Вещание радиостанции Radio Parlament осуществлялось в диапазоне длинных волн на частоте 198 кГц из радиовещательного центра в Рашине. Время вещания — с 8 до 18 часов.
Радиостанция вела прямую трансляцию заседаний Сейма и Сената Польши, репортажей по работе комитетов, публиковала разные интервью и дискуссии. С 1 июля 2008 года на частоте Radio Parlament началось вещание Польского радио для заграницы (пол. Polskiego Radia dla Zagranicy), оно же Radio Poland. Вещание осуществлялось в те дни, когда не было заседаний Сейма или Сената.
Вещание Radio Parlament на длинных волнах прекратилось 30 июля 2009 года в 18:00: радиостанция заявила о намерении продолжать вещание в Интернете. Причиной прекращения вещания стало расторжение руководством Польского радио договора с компанией EmiTel на трансляцию из радиовещательного центра в Рашине, связанное со сложным финансовым положением.